# Histoire du Soudan du Sud

Les 10 États du Soudan du Sud regroupées en 3 provinces historiques soudanaises
Bahr el Ghazal
Equatoria
Nil Supérieur

L'Histoire du Soudan du Sud comprend l'histoire du territoire de l'actuel Soudan du Sud et des peuples qui l'habitent.

## Au commencement...
Il existe très peu de documentation sur l'histoire de la région, avant le début de la domination turco-égyptienne sur le Soudan au début des années 1820 et son extension vers le sud dans le courant du XIXe siècle.
Avant cette domination, les informations sont largement basées sur l'histoire orale. Selon ces traditions, les peuples de langues nilotiques dont les peuples Dinkas, Nuers, Shilluks, et d'autres tribus également nilo-sahariennes dont les Ngbandi, Ngbaka, Mamvu, Lendu, Logo, Moru-Mangbetu, etc. s'installent au Soudan du Sud aux alentours du Xe siècle, précisément dans la région du Nil Blanc, selon les estimations de Samuel Baker qui fut le gouverneur de l'une des provinces du Soudan de l'époque pré-coloniale  assimilant des populations antérieures omotiques, de Langues chamito-sémitiques (afro-asiatiques).
Pendant la période du XVe siècle au XIXe siècle, les migrations tribales, en grande partie venant de la région de Bahr el Ghazal, et dues à la désertification progressive, porte ces peuples à leurs emplacements modernes. 

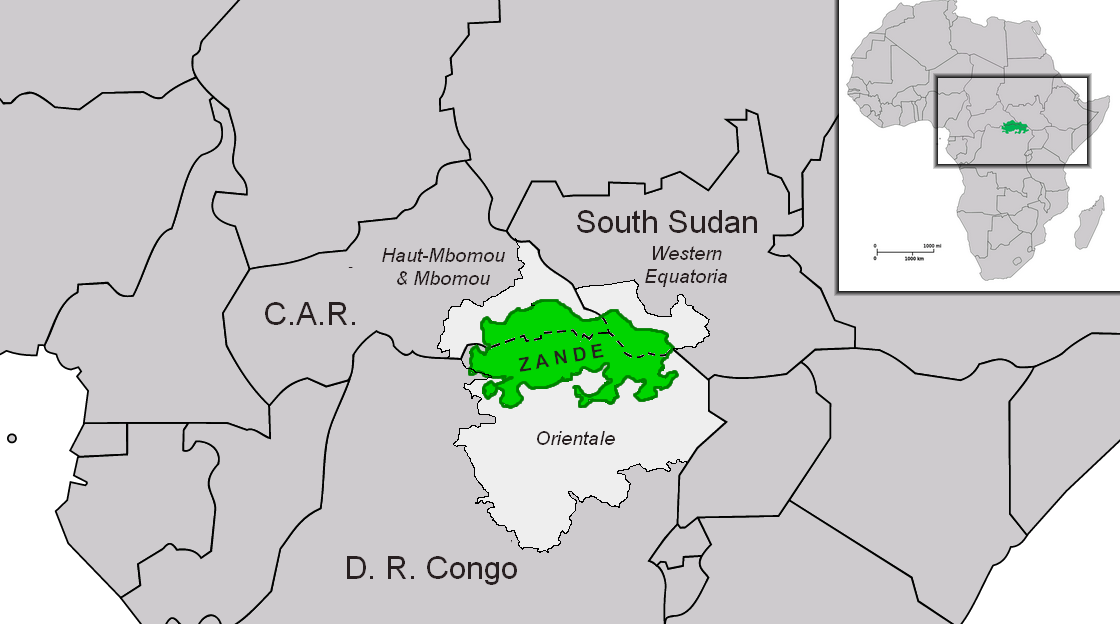
Zandeland

Un peuple de langue non-nilotique, mais nigéro-congolaise, dénommé Azandé, s'installe dans le Soudan du Sud au XVIe siècle : ils forment à l'époque le royaume leplus étendu  de la région. Les Azandé sont aujourd'hui la troisième minorité la plus importante au Soudan du Sud. Ils se trouvent principalement dans les États actuels de Bahr el Ghazal occidental et de l'Équatoria-Occidental. 
Au XVIIIe siècle, un nouveau peuple dénommé Avungara arrive et soumet les Azandés. La barrière géographique du Bahr-el-Ghazal et la barrière politique des états Azandé et Avungara empêche l'avance de l'Islam vers le sud, et permet aux peuples du Soudan du Sud de conserver leur patrimoine social et culturel et leurs institutions politiques et religieuses. Le pouvoir des Avungaras n'est pas remis en question sous la domination turco-égyptienne et dure jusqu'à l'arrivée des britanniques au Soudan du Sud, à la fin du XIXe siècle.

## XIXeetXXesiècles
Dès le XVIIIe siècle, en raison de la politique expansionniste de leur roi Gbudwe, les Azandés ont des relations difficiles avec les tribus voisines : les Moru (en)s, Mundus, les Pöjulus et d'autres petits groupes dans le Bahr el Ghazal. Les Azandé, y compris sous la domination des Avungaras, combattent les Français, les Belges et les mahdistes pour conserver leur indépendance. L'Égypte ottomane, sous le règne du Khédive, Ismaïl Pacha (1830-1895), d'abord reconnait le pays en confiant un commandement à l'explorateur britannique Samuel White Baker, puis investit la région, formant la province d'Équatoria. Au nom de l’Égypte, Samuel White Baker (1821-1893) devient gouverneur de cette nouvelle province dès 1869, suivi par Charles Gordon (1833-1885) en 1874 et par Emin Pacha (1840-1892) en 1878, tous investis du titre ottoman de Pacha. 
La révolte mahdiste du début des années 1880 déstabilise cet équilibre, et coupe la région de l'Égypte en 1889. Après la guerre des mahdistes, le pays est convoité par les Français, les Britanniques et Léopold II de Belgique jusqu'en 1898. Venus du sud-ouest, les agents de l'État indépendant du Congo occupent l'enclave de Lado (comprenant notamment la région de l'actuel Djouba) au nom du roi Léopold II. Venus du nord et du sud, les Anglais, souhaitant relier leurs positions d'Égypte à celles de l'Afrique de l'Est, choisissent de négocier et obtiennent la restitution de l'enclave à la mort de Léopold II. Venus de l'ouest, les Français, espérant relier l'Afrique-Équatoriale française à leur comptoir de Djibouti, souhaitent eux aussi contrôler ces territoires et envoyèrent une expédition. Cela aboutit à la crise de Fachoda : les Français renoncent à leurs prétentions au profit des Britanniques. Entre 1896 et 1898, les Anglais reconquièrent les territoires des actuels Soudan et le Soudan du Sud. Toutes ces campagnes sont menées par une poignée d'explorateurs et de militaires européens, accompagnés par des centaines, voire des milliers d'Africains qui en assurent la logistique, la défense et les offensives.
En janvier 1899, les anglais établissent le condominium anglo-égyptien du Soudan, incluant l'actuel Soudan et l'actuel Soudan du Sud. Lado retourne à ce territoire en 1910. Le Soudan du sud dès lors va être une colonie périphérique délaissée, enclavée, éloignée du Kenya, où les investissements coloniaux britanniques sont bien plus importants, d'autant plus que en 1919, les Britanniques vont recevoir en mandat de la société des Nations (SDN) la plus grande partie de l'ex-Afrique Orientale Allemande, soit le Tanganyika, avec une vaste zone maritime, avec les ports de Tanga et Dar-es-Salaam. Au Soudan du sud, le manque d'investissement est tout de suite visible : réseau routier pas très étendu, absence de grandes villes, économie et vie de subsistance, problèmes sanitaires endémiques, hôpitaux et dispensaires plus rares en comparaison au Kenya ou à l'Ouganda, etc. Aussi, les colons Européens, et les militaires Britanniques ne sont pas nombreux, ce qui explique l'avancée de l'armée italienne à l'est du Soudan du Sud en 1940. La zone marécageuse du Bar el-Ghazal, ainsi que le climat équatorial, avec un relief très bas, n'incitent pas les Européens à venir, contrairement aux hauts plateaux et reliefs du Kenya, plus tempérés. De plus, la colonisation ne va pas calmer les antagonismes entre les deux grandes ethnies du pays : les Dinkas, et les Nuers. Les accrochages et conflits vont rester fréquents, accentuant un certain climat d'insécurité, particulièrement hostile aussi pour les Européens.    
En 1947, les britanniques tentent de rattacher le Soudan du Sud à l'Ouganda mais ces tentatives sont anéanties par la Conférence de Djouba, qui scelle pour 64 ans l'appartenance du Soudan du Sud au Soudan, d'abord anglo-égyptien puis indépendant à partir de 1956. Mais des dissensions entre le nord du Soudan, à majorité musulmane, et le sud à majorité chrétienne et animiste, sont apparues dès le lendemain de l'indépendance du Soudan anglo-égyptien, car le gouvernement de Khartoum revient sur les promesses d'autonomie au sein d'un État fédéral qu'il a faites aux populations de la région. Une mutinerie d'officiers sudistes déclenche la première guerre civile soudanaise qui dure 17 ans, de 1955 à 1972. Ce premier conflit prend fin à la suite des accords signés à Addis-Abeba en Éthiopie, qui accorde finalement au Soudan du Sud un certain degré d'autonomie.
Mais en 1983, le colonel Gaafar Nimeiry, au pouvoir à Khartoum depuis son coup d'État de 1969, décide unilatéralement d'étendre au droit pénal, le domaine de la « Charia » (législation religieuse musulmane, aux punitions corporelles sévères incluant des mutilations et la mort), qui était cantonnée depuis la colonisation au droit personnel. Cela déclenche la seconde guerre civile (1983-2005) qui embrasera le pays pendant 22 ans. La rébellion étant menée depuis le début par l'Armée populaire de libération du Soudan (APLS) dirigé par John Garang (1945-2005), un vétéran de la première guerre civile, largement soutenue par les États-Unis. Malgré la scission de son mouvement en 1991, Garang maintiendra la lutte contre le régime de Khartoum qui, après le coup d'État du général Omar el-Bechir (1944-) en 1989, s'orienta de plus en plus vers l'idéologie islamiste. Ce conflit sanglant (2 millions de morts recensés) provoque le déplacement de 4 millions de civils et désorganise la production vivrière au point de déclencher une terrible famine en 1998.

## XXIesiècle
Au XXIe siècle, un cessez-le-feu est enfin signé entre les protagonistes en 2002, consolidé trois ans plus tard, le 9 janvier 2005, par un accord de paix signé à Naivasha, au Kenya. Mais le conflit reprend entre l'armée soudanaise et les rebelles de l'APLS (Armée populaire de libération du Soudan), du 21 mai 2011 au 20 juin 2011, pour le contrôle de la région frontalière d'Abiyé, revendiquée par les deux parties. Elle sera finalement démilitarisée, restant sous le contrôle du Soudan et d'une force éthiopienne de maintien de paix sous l'égide de l'ONU.
À la suite d'un référendum, l'indépendance du Soudan du Sud est proclamée (et reconnue internationalement, y compris par le Soudan), le 9 juillet 2011. Mais le nouvel État sombre en 2013 dans la guerre civile, deux ans après l'indépendance. 
Cette guerre civile est alimentée par les rivalités entre Salva Kiir, un Dinka, et Riek Machar, membre de l’ethnie Nuer. Devenu vice-président de la région autonome du Soudan du Sud en 2005, Riek Machar est devenu vice-président du nouvel État indépendant le 9 juillet 2011. Deux ans plus tard, en 2013, il est limogé par le président Salva Kiir avec tout son gouvernement le 23 juillet 2013, après avoir fait état de son ambition de briguer le poste de président de la République lors des élections prévues en 2015 (des élections finalement repoussées). 
Le 15 décembre 2013, des combats éclatent dans la capitale Djouba, entre les partisans de Salva Kiir et ceux de Riek Machar, faisant ressurgir de vieilles dissensions entre les différents clans de la rébellion ayant mené le pays à l'indépendance, le Mouvement populaire de libération du Soudan, sur fond de rivalité ethnique : d'un côté les Dinkas (ethnie de Salva Kiir, élevé dans la religion catholique) et de l'autre les Nuers (ethnie de Riek Machar, élevé dans la religion presbytérienne). Le 16 décembre, le président Kiir annonce qu'un coup d'État a été déjoué. Au soir du 17 décembre, les affrontements ont déjà fait 73 victimes. Dix personnes sont arrêtées parmi lesquelles figurent huit anciens ministres du gouvernement limogé en juillet. Cependant Riek Machar, « en fuite », est recherché, tout comme quatre autres importantes figures politiques sud-soudanaises,. Les Occidentaux décident d'évacuer leurs ressortissants. Plusieurs rotations d'avions américains puis britanniques, allemands et italiens sont effectuées à partir du 20 décembre 2013. L'ONU déclare avoir découvert au moins un charnier et annonce que 120 000 Sud-Soudanais ont déjà été déplacés par le conflit. Durant les premiers mois de 2014, la guerre civile se poursuit entre Nuers d'un côté, Dinkas et autres ethnies favorables au président Salva Kiir de l'autre. Un accord de paix est signé le 9 mai 2014 entre Salva Kiir et Riek Machar, à Addis-Abeba. Mais ces pourparlers de paix n'empêchent pas la poursuite du conflit qui continue à faire de nombreuses victimes civiles, dont des enfants avec des moyens tels qu'ils sont révélés par le Fonds des Nations unies pour l'enfance à partir du 17 juin 2015.
Un accord de paix est signé à nouveau en avril 2016. Riek Machar revient s'installer dans la capitale, Djouba, accompagné d'un contingent d’hommes armés. Il est réinstallé en tant que vice-président et forme avec Salva Kiir un gouvernement d’union nationale. Mais en juillet, cette tentative de réconciliation prend fin brutalement, dégénérant en combats entre les troupes gouvernementales et celles de Riek Machar, au cœur de la capitale. Ses proches parmi les ministres de l'ex-gouvernement d'union national sont limogés. Riek Machar lui-même sauve sa peau, de peu, en prenant la fuite et en se réfugiant en République démocratique du Congo, puis au Soudan.
Le 7 juillet 2018, quelques jours après la signature à Khartoum d'un accord de cessez-le-feu permanent entre les belligérants, il est annoncé que Riek Machar retrouverait son poste de premier vice-président, que les titulaires sortants seraient maintenus à leurs fonctions et qu'une femme membre de l'opposition serait également nommée. Le 5 août 2018, un nouvel accord signé à Khartoum prévoit la nomination pour trois ans de Riek Machar comme vice-président, et de quatre autres vice-présidents, la formation d'un gouvernement de transition de 35 membres, dont 20 de Kiir, 9 de Machar, ainsi que l'élargissement du parlement à 550 membres, dont 332 loyaux à Kiir et 128 à Machar. Le 12 septembre 2018, l'accord de paix est signé à Addis-Abeba. La concrétisation de ces accords avancent pas à pas. Le 22 février 2020, après deux reports successifs, Riek Machar est intronisé officiellement vice-président, en présence de Salva Kiir. Quatre autres vice-présidents sont également intronisés, dont Rebecca Garang, veuve de John Garang, leader historique de la lutte des Sud-Soudanais pour l'indépendance, décédé en 2005.
En juillet 2021, le Soudan du Sud fête ses dix ans d'indépendance. Mais le président sud-soudanais, Salva Kiir, préfère annuler la cérémonie de commémoration, un moment envisagé, craignant que l'événement soit utilisé comme point de départ d’une nouvelle guerre civile.